# Kaliman
Kaliman (cyr. Калиман) – wieś w Czarnogórze, w gminie Ulcinj. W 2003 roku liczyła 8 mieszkańców.